# Gudolf Blakstad
Gudolf Blakstad (født 19. maj 1893 i Gjerpen, død 22. november 1985 i Oslo) var en norsk arkitekt.
Blakstad var uddannet fra Norges Tekniske Høgskole og arbejdede sammen med Arnstein Arneberg og Herman Munthe-Kaas. Blakstad blev kendt for sit arbejde i overgangen fra nyklassicisme og funktionalisme. Han har tegnet flere bygninger i Oslo sammen med Herman Munthe-Kaas, som han drev tegnestue sammen med. Bl.a. står de to bag Odd Fellow-bygningen, Kunstnernes Hus og Handelsgymnasiet. 